# دهیاری

دِهیاری سازمانی مدنی و نیمه دولتی در کشور ایران است که درون روستاها به انجام وظیفه می‌پردازد. این سازمان تحت نظر دهیار اداره می‌شود و عملکردش مشابه سازوکار شهرداری در شهرهای این کشور است.
در سال ۱۳۹۶خورشیدی در ایران تعداد ۳۳ هزار و ۵۰۰ دهیاری فعالیت داشتند.

ماده واحده: به وزارت کشور اجازه داده می شود به منظور اداره امور روستاها سازمانی بنام دهیاری با توجه به موقعیت محل با درخواست اهالی و به صورت خودکفا باشخصیت حقوقی مستقل در این روستا تاسیس نماید این سازمانها نهادهای عمومی غیر دولتی محسوب می گردند. تاسیس دهیاریهای ومذکور به هیچ وجه مانع اقدامات و کمک های دولت در جهت رسیدگی به عمران و آبادانی روستاها نخواهد بود. (مصوب 1377/04/14)دهیاری بیک کندی بخش مرکزی هشترود
دهیاری‌ها دارای کارکردهای متعددی هستند که از آن جمله می‌توان به این‌ها اشاره کرد:
–
۱- بازوی اجرایی شورای اسلامی در نظام مدیریت روستایی.
۲ – ارائه‌دهنده خدمات و تسهیلات عمومی.
۳ – تقویت کننده روند توسعه اجتماعی و فرهنگی.
۴ – بسترساز شهرهای آینده و کنترل‌کننده روند مهاجرت از روستا به شهر.
۵ – حافظ امکانات زیربنایی احداث شده در نواحی روستایی.
۶ – تقویت‌کننده روند توسعه کشاورزی.
۷ – قابلیت تصدی بسیاری از وظایف بخش دولتی.

۸. بهبود وضع زیست‌محیطی روستا
درماده 10 اساسنامه دهیاری ها: وظایف تفضیلی دهیار و دهیاری جهت اداره و حفظ توسعه پایدار روستا براساس قانون شوراها و با رعایت قوانین و قررات 48 وظیفه به دهیار تعریف شده که عمده ترین و کاربردی ترین وظایف 1- بهبود وضع زیست محیطی روستا 2- اجرای مصوبات شورا 3- همکاری موثر با ادارات دولتی و امنیتی و
سازمانها 4- کنترل ساخت و سازهای غیر مجاز 5- حفظ و نگهداری معابر و خیابانها و اموال عمومی و دهیاری 6- تعامل و همکاری با اهالی و تشویق و ترغیب مردم در خصوص توسعه روستاها وغیره... را نام برد. (حقوق قوانین روستایی جلد دوم)
| واحد تقسیمات کشوری | مسئول               | نهاد                  | نوع            | مرکز         |
| ------------------ | ------------------- | --------------------- | -------------- | ------------ |
| کشور               | وزیر کشور           | وزارت کشور            | دولتی          | پایتخت       |
| استان              | استاندار            | استانداری             | دولتی          | مرکز استان   |
| شهرستان            | فرماندار            | فرمانداری (ویژه)      | دولتی          | مرکز شهرستان |
| بخش                | بخشدار              | بخشداری               | دولتی          | مرکز بخش     |
| دهستان             | بخشدار (قبلاً دهدار) | بخشداری (قبلاً دهداری) | دولتی          | مرکز دهستان  |
| شهر                | شهردار              | شهرداری               | عمومی غیردولتی | –            |
| روستا              | دهیار               | دهیاری                | عمومی غیردولتی | –            |